# Arrondissement Thann
Arrondissement Thann (fr. Arrondissement de Thann) byla správní územní jednotka ležící v departementu Haut-Rhin a regionu Alsasko ve Francii. Členil se dále na 4 kantony a 52 obce. K 1. lednu 2015 byl sloučen s arrondissementem Guebwiller do nově vzniklého arrondissementu Thann-Guebwiller.

## Kantony
- Cernay
- Masevaux
- Saint-Amarin
- Thann